# Nacaduba limbura
Nacaduba limbura är en fjärilsart som beskrevs av Hans Fruhstorfer 1916. Nacaduba limbura ingår i släktet Nacaduba och familjen juvelvingar. Inga underarter finns listade i Catalogue of Life.